# Бастово-Руднянська сільська рада
Бастово-Руднянська сільська рада — колишня адміністративно-територіальна одиниця та орган місцевого самоврядування у Барашівському районі Коростенської і Волинської округ, Київської та Житомирської областей УРСР з адміністративним центром у с. Бастова Рудня.

## Населені пункти
Сільській раді на момент ліквідації були підпорядковані населені пункти:
- с. Бастова Рудня

## Населення
У 1926 році чисельність населення сільської ради становила 664 особи.
Кількість населення ради, станом на 1931 рік, становила 729 осіб.

## Історія та адміністративний устрій
Утворена 26 березня 1925 року в складі села Бастова Рудня, слободи Михайлівка, хутора Хатки Барашівської сільської ради та слоб. Нехворощ Симонівської сільської ради Барашівського району. На 1 жовтня 1941 року слободи Михайлівка, Нехворощ та х. Хатки зняті з обліку населених пунктів.
Станом на 1 вересня 1946 року, відповідно до інформації довідника «Українська РСР. Адміністративно-територіальний поділ», на обліку в раді перебувало с. Бастова Рудня.
11 серпня 1954 року, відповідно до указу Президії Верховної ради УРСР «Про укрупнення сільських рад по Житомирській області», раду було ліквідовано, територію ради та с. Бастова Рудня передано до складу Неділищенської сільської ради Барашівського району Житомирської області.